# قم‌رود

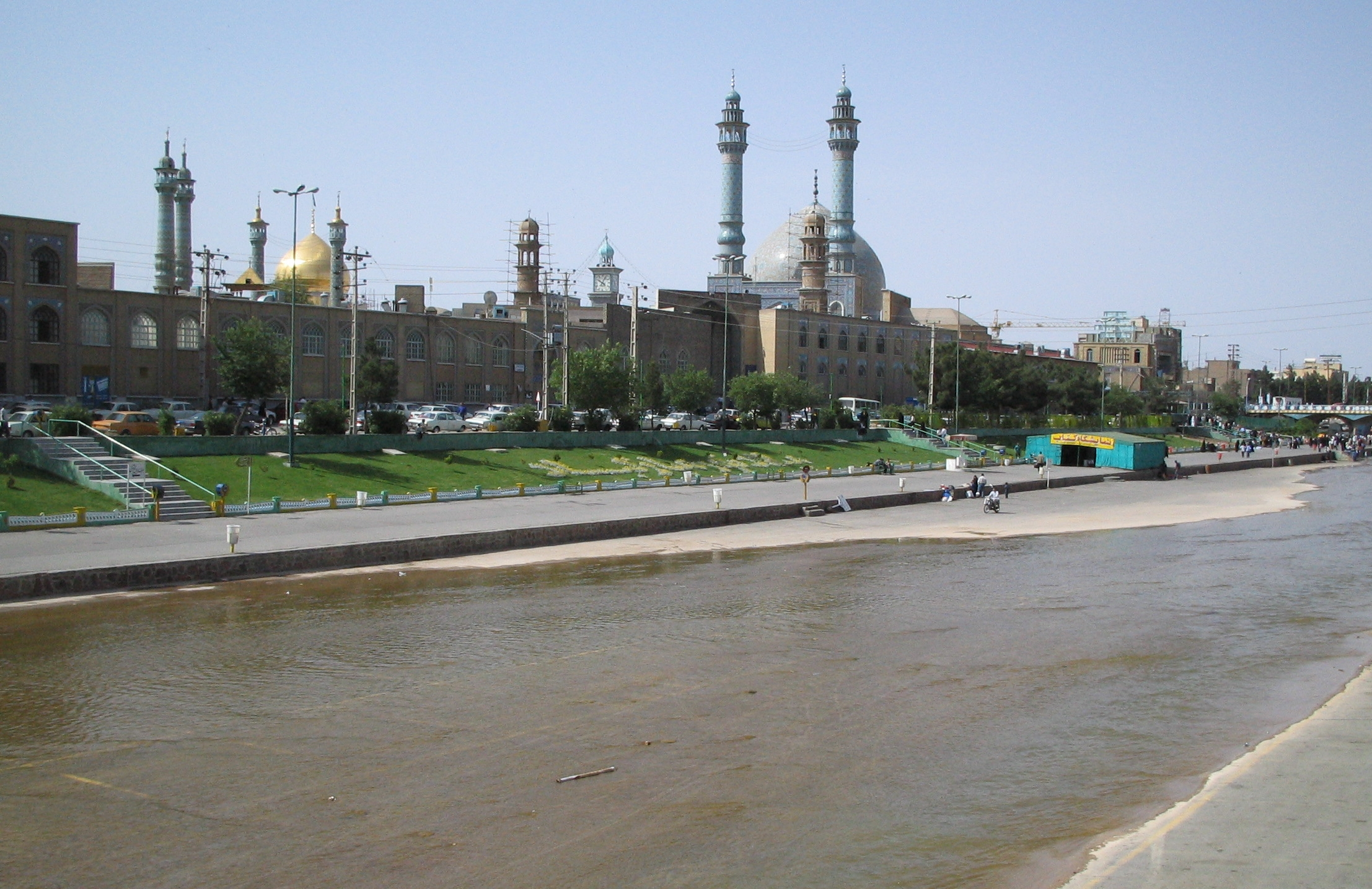
نمایی از انار بار در کنار حرم فاطمه معصومه

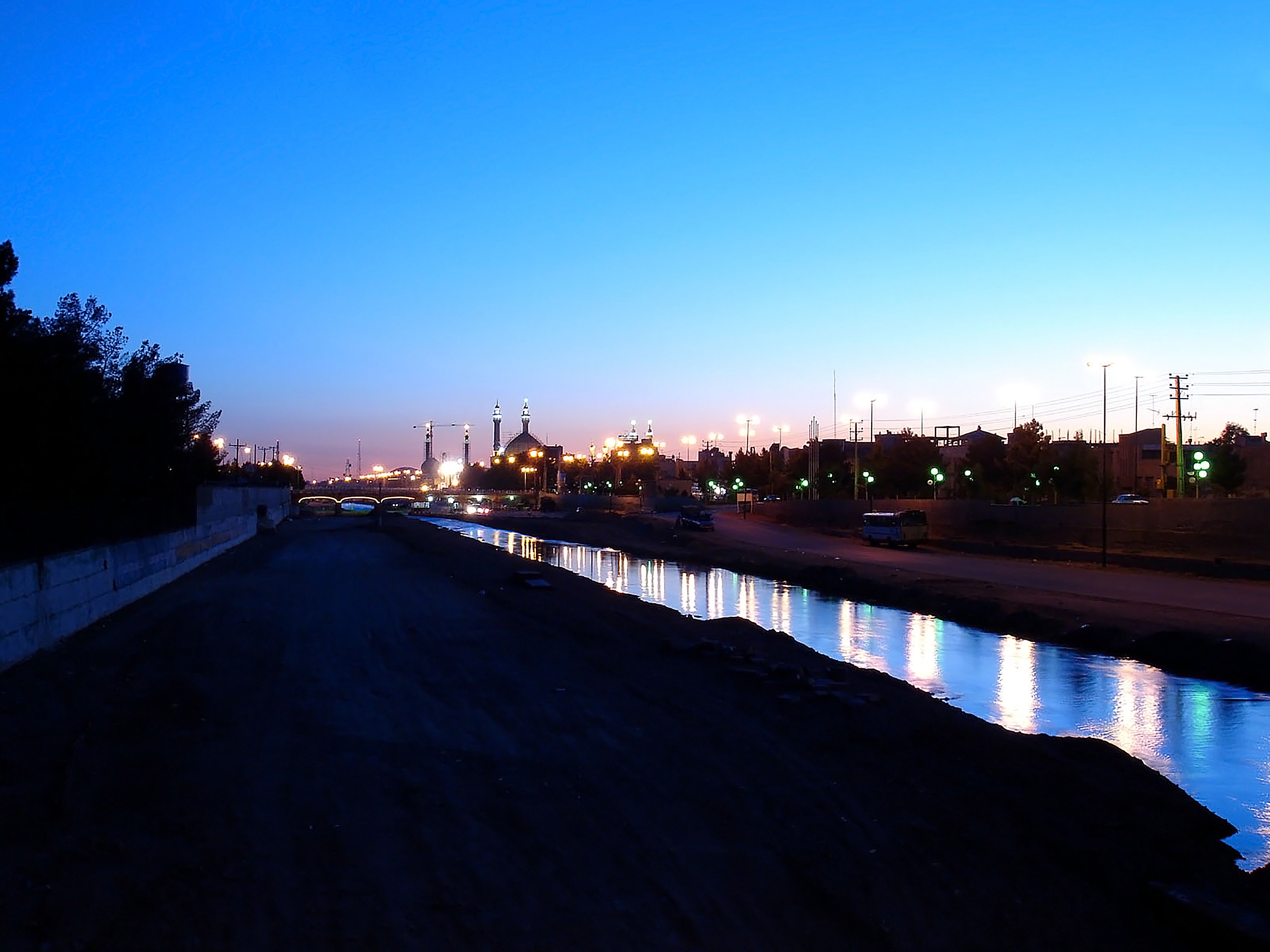
نمایی از رودخانه انار بار در قم

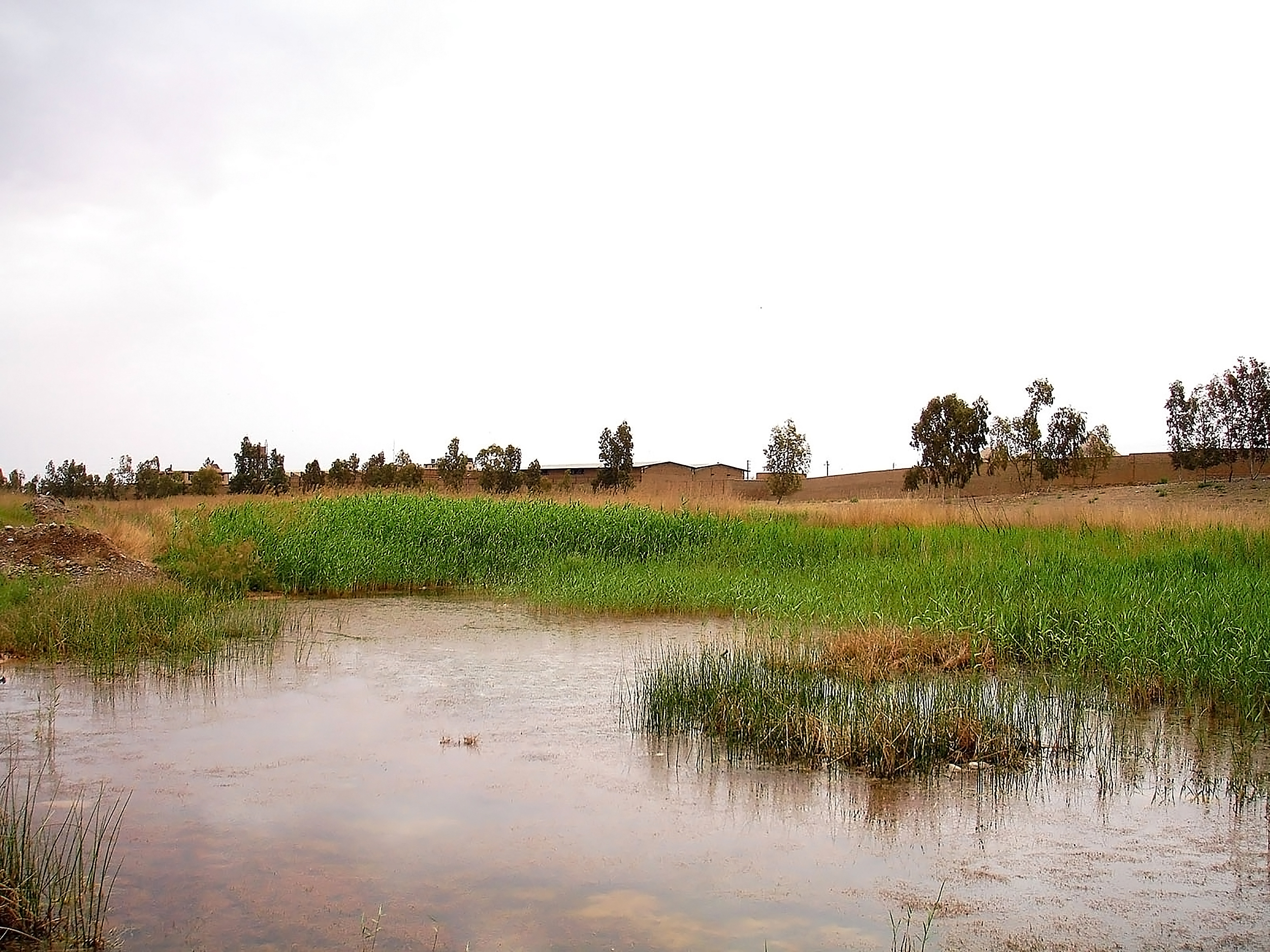
نمایی از رودخانه انار بار در قم

رودخانهٔ اناربار که به اشتباه قم‌رود نامیده میشود، از کوهستان‌های بختیاری از جنوب الیگودرز سرچشمه می‌گیرد، از جنوب شرقی استان مرکزی و بخشی از استان قم می‌گذرد. این رود در حوضه آبریز دریاچه نمک قرار دارد و به رود قره‌چای منتهی و در نهایت با نام مسیله‌رود وارد دشت مسیله می‌شود. طول رودخانه اناربار حدود ۲۹۰ کیلومتر است.

## مسیر
سرشاخه‌های اصلی رودخانهٔ اناربار از کوههای بختیاری تغذیه می شود. سرچشمه اولیه این رود در غرب دامنه های کوهای منطقه فریدن (بویین میاندشت به نام های آغچه و بلطاق و خلعت پوشان ودر جنوب شرقی الیگودرز کوه تمندر پس از آن، چند شاخه از جمله دربند و خوانسار به آن می‌پیوندد و پس از طی مسافتی در مسیر کوهستانی در دره‌های شهرستان گلپایگان واقع در استان اصفهان در نهایت، در شهرستان‌های محلات و دلیجان (در استان مرکزی) وارد دشت می‌شود. سپس از شهر قم می‌گذرد و در شمال شرقی آن با قره‌چای تلاقی می‌کند.

## زیرشاخه‌ها
رودخانهٔ لعل بار یا اناربار از به هم پیوستن چند زیرشاخه تشکیل می‌شود:

### دربند
شاخه اصلی به نام دربند در گلپایگان، از کوه‌های بختیاری در زاگرس مرکزی (الیگودز و بویین و میاندشت) سرچشمه گرفته که شاخه اصلی و پرآب رودخانه لعل بار یا اناربار می‌باشد و در جهت جنوب غربی به شمال شرقی جریان دارد.

### رودخانه خوانسار
رودخانه خوانسار از کوه‌های این شهرستان سرچشمه گرفته، پس از ورود به دشت گلپایگان در منطقه غرغاب به آن می‌پیوندد؛ که در پائین گلپایگان، خرقاب نامیده می‌شود.

### خرقاب
از ترکیب دو رودخانه خوانسار و دربند، رودخانه‌ای به نام خرقاب به وجود می‌آید که در ۲۳ کیلومتری شرق خمین در نزدیکی گلهاگرد با رودخانه خمین یکی می‌شوند.

### رودخانه خمین
رودخانه خمین از کوه‌های آشناخور و رضاآباد (کوه ویلو)، سرچشمه گرفته و جهت آن، جنوب غربی به شمال شرقی است. شاخه‌های کوچکتری در خمین از کوه‌های نشهر، پشت کوه، دالائی، بیشه علی و حمزه لو سرچشمه گرفته که در ۲کیلومتری غرب خمین نزدیک روستاهای ریحان و ارّه به رود خمین می‌پیوندند.

### رودخانه انار بار
رودخانه اناربار یا لعل‌بار در شمال نیم‌ور به سمت غرب و به طرف شهرهای دلیجان و قم می‌رود و در ناحیه پل دلاک در ۲۰ کیلومتری شمال شرقی قم به قره چای پیوسته و به کویر نمک می‌ریزد.
سد پانزده خرداد به فاصله ۱۵ کیلومتری از شهر دلیجان به سمت قم بر روی این رودخانه ساخته شده‌است.

## یادکرد
1. ↑  افشین، یدالله (۱۳۷۳). رودخانه‌های ایران، جلد اول. ص. ۴۷۴.